# Johanna Bordewijk-Roepman
Johanna Suzanna Hendrina Roepman (Rotterdam, 4 augustus 1892 - Den Haag, 8 oktober 1971) was een Nederlands componiste.
Zij werd geboren in het gezin van de apotheker Maarten Adrianus Roepman en Elizabeth Ringlever. Zij was vanaf 1 augustus 1914 gehuwd met de schrijver F. Bordewijk, die teksten schreef voor enkele van haar composities. Zij kregen een zoon Robert en een dochter Nina.
Zij volgde een MO-studie Engels, toen zij omstreeks 1917 begon te componeren. Daarin was zij autodidact. Vanaf 1937 volgde zij enige tijd orkestratielessen bij Eduard Flipse, maar omdat zij nogal eigenzinnig was, bleef zij toch haar eigen gang gaan. Vooral in de jaren veertig en vijftig had zij veel succes. Zij ontving van de Nederlandse overheid een prijs voor haar Sonate 1943 en kreeg vele compositieopdrachten.
Johanna Bordewijk-Roepman componeerde vooral werken voor orkest, voor piano, voor koor en orkest, voor koor a capella, kamermuziek en liederen.

## Werkenlijst (selectie)
- Variaties II, op. 6, voor piano, opgedragen "Aan mijn man" (1919)
- Elf kinderliedjes op woorden van Rie Cramer voor zangstem en piano of klavecimbel (± 1921, uitg. 1950)
- The garden of Allah voor orkest, naar de roman van Robert Smythe Hitchens, première Groninger Orkest Vereniging o.l.v. Kor Kuiler (± 1936)
- Poolse Suite voor symfonieorkest (1937)
- Sextet in C majeur voor blaasinstrumenten (1938)
- Éloge du Vent, tekst Adophe Retté, voor sopraansolo, vrouwenkoor en orkest (1939)
- Pianoconcert in As majeur, opgedragen aan Marinus Flipse (1940)
- Les Illuminations, tekst Arthur Rimbaud, voor zangstem en orkest, opgedragen aan Eduard Flipse en het Rotterdams Philharmonisch Orkest (1940; première 9 maart 1940 door Flipse en het RPO met soliste Henriëtte Sala; het werk werd ook in Den Haag, Utrecht, Amsterdam en Arnhem uitgevoerd)
- Rotonde, opera / operette in één bedrijf, libretto F. Bordewijk, opgedragen "Aan onze kinderen Nina en Robert" (1941)
- Melopee, tekst Paul van Ostaijen, voor vierstemmig gemengd koor a capella (1941)
- Symfonie, opgedragen "Aan mijn man" (1942)
- Sonate 1943 in E majeur voor piano (1943) , was in 1947 te horen op BBC-radio en werd in 1952 in Chicago en Canada gespeeld door Margaret Bonds tijdens een Amerikaans/Canadese concertreis
- Oranje-Maylied (1943).
- Epiloog voor symfonieorkest (1943)
- Moeder des Vaderlands, voor het 50-jarig regeringsjubileum van koningin Wilhelmina, opdracht Koninklijk Nederlands Zangersverbond (1948)
- Plato’s dood, tekst F. Bordewijk, symfonisch gedicht voor spreekstem, solozang, koor en symfonieorkest (1949)
- Praeludium en fuga voor beiaard (1950)
- Thema met variaties voor beiaard (1950)
- Vijf tempelzangen voor sopraan met piano (1950)
- De heilige cirkel voor vierstemmig koor, opdracht Koninklijke Zangvereniging Mastreechter Staar (1950)
- Triptiek voor beiaard, in opdracht van Rotterdamsche Beiaardcommissie (1951)
- Zeven Perzische kwatrijnen, teksten H.W.J.M. Keuls en Johanna Bordewijk-Roepman, voor zangstem zonder begeleiding (1953)
- Wederopbouw voor vierstemmig mannenkoor a capella, opgedragen aan burgemeester Kolfschoten en de burgerij van Eindhoven (1954)
- Impromptu in Cis majeur voor piano (1960)
- The moon, tekst Emily Dickinson, voor koor a capella (1961)